# Нанс (округ)
Округ Нанс (англ. Nance County) — округ, расположенный в штате Небраска (США) с населением в 3735 человек по статистическим данным переписи 2010 года. Столица округа находится в городе Фуллертон.

## История
Современная территория округа Нанс ранее являлась частью индейской резервации пауни, образованной в 1857 году в результате подписанного между правительством США и племенем пауни договора на уступку своих земель в обмен на земли резервации. В 1867 году Небраска стала 14-м штатом США, после чего власти штата приняли решение о выкупе прав индейцев на землю резервации. Основная часть территории была продана в течение следующих нескольких лет, в середине 1970-х годов реализована остальная часть земель, а в 1876 году жители прежней резервации были переведены на приобретённую для индейцев (в том числе на полученные от продажи земель в Небраске) территорию резервации в центральной части штата Оклахома.
Границы округа Нанс были определены в 1879 году, округ получил своё название в честь четвёртого губернатора Небраски Альбинуса Нэнса.

## География
По данным Бюро переписи населения США округ Нанс имеет общую площадь в 1160 км², из которых 1142 км² занимает земля и 18 км² — вода. Площадь водных ресурсов округа составляет 1,50 % от всей его площади.

### Соседние округа
- Бун (Небраска) — север
- Грили (Небраска) — запад
- Платт (Небраска) — северо-восток
- Меррик (Небраска) — юг

## Демография
По данным переписи населения 2000 года в округе Нанс проживало 4038 человек, 1107 семей, насчитывалось 1577 домашних хозяйств и 1787 жилых домов. Средняя плотность населения составляла 4 человека на один квадратный километр. Расовый состав округа по данным переписи распределился следующим образом: 98,39 % белых, 0,37 % коренных американцев, 0,05 % азиатов, 0,74 % смешанных рас, 0,45 % — других народностей. Испано- и латиноамериканцы составили 1,14 % от всех жителей округа.
Из 1577 домашних хозяйств в 32,80 % — воспитывали детей в возрасте до 18 лет, 60,50 % представляли собой совместно проживающие супружеские пары, в 5,60 % семей женщины проживали без мужей, 29,80 % не имели семей. 27,60 % от общего числа семей на момент переписи жили самостоятельно, при этом 13,80 % составили одинокие пожилые люди в возрасте 65 лет и старше. Средний размер домашнего хозяйства составил 2,49 человек, а средний размер семьи — 3,05 человек.
Население округа по возрастному диапазону по данным переписи 2000 года распределилось следующим образом: 27,90 % — жители младше 18 лет, 6,80 % — между 18 и 24 годами, 23,60 % — от 25 до 44 лет, 22,00 % — от 45 до 64 лет и 19,70 % — в возрасте 65 лет и старше. Средний возраст жителей округа составил 40 лет. На каждые 100 женщин в округе приходилось 104,20 мужчин, при этом на каждых сто женщин 18 лет и старше приходилось 101,90 мужчин также старше 18 лет.
Средний доход на одно домашнее хозяйство в округе составил 31 267 долларов США, а средний доход на одну семью в округе — 38 717 долларов. При этом мужчины имели средний доход в 25 349 долларов США в год против 19 044 долларов США среднегодового дохода у женщин. Доход на душу населения в округе составил 16 886 долларов США в год. 10,20 % от всего числа семей в округе и 13,10 % от всей численности населения находилось на момент переписи населения за чертой бедности, при этом 17,20 % из них были моложе 18 лет и 9,30 % — в возрасте 65 лет и старше.

## Основные автодороги
- Автомагистраль 14
- Автомагистраль 22
- Автомагистраль 39
- Автомагистраль 52

## Населённые пункты

### Города и деревни
- Белгрейд
- Фуллертон
- Дженоа

### Тауншипы
- Бивер
- Сидар
- Коттонвуд
- Каунсил-Крик
- Ист-Ньюмен
- Фуллертон
- Дженоа
- Луп-Ферри
- Прери-Крик
- Саут-Бранч
- Тимбер-Крик
- Уэст-Ньюмен